# Крымский троллейбус
Крымский троллейбус (укр. Кримський тролейбус, крымскотат. Qırım trolleybusı, Къырым троллейбусы) — междугородная троллейбусная система в Крыму. Междугородная трасса связывает Симферополь с курортами Южного берега Крыма, включает самый длинный в мире междугородный троллейбусный маршрут (84 км; от Симферопольского аэропорта — 96 км). Также есть наличие на ряде участков 4-путных (по 2 линии в каждом направлении (Симферополь) и 6-путных участков (тройное кольцо в Алуште), позволяющих производить опережение одного троллейбуса другим (например, городского междугородным) с минимальным использованием воздушных стрелок.
Система эксплуатируется ГУП Республики Крым «Крымтроллейбус» и обслуживается филиалами СТП, АТП и ЯТП.

## История

### Российская империя
Многие годы велись разговоры и строились проекты по строительству железной дороги в Ялту. Было 2 проекта: один от Бахчисарая тоннельным проходом через горы в Ялту, и второй от Севастополя вдоль южнобережья в Ялту и от Ялты до Алушты. До Великой Отечественной войны были начаты работы по укладке путей, после неё к проекту вернулись, но возобновить работы так и не удалось, поскольку в районе поселка Оползневое начался оползень, сдвиг грунта, и прокладка путей стала невозможной. Рассматривались варианты переноса проекта от оползневого участка, но были проведены исследовательские работы, по которым было решено отказаться от проекта, поскольку оползневых участков было выявлено много.

### СССР
В 1958 году правительством УССР в Киеве было принято решение строить междугородную горную троллейбусную линию Симферополь — Алушта — Ялта. Первая очередь этой линии Симферополь — Алушта протяженностью 52 км была построена и сдана в эксплуатацию в рекордно короткий срок — за 11 месяцев. Строили линию специалисты более 80 предприятий из 10 городов УССР: Севастополя, Киева, Херсона и других городов. В первой очереди было построено 2 троллейбусных парка в Симферополе и в Алуште, 16 тяговых подстанций, установлено более 3 тысяч опор и подвешено свыше 200 км контактного провода. В мае 1959 года было организовано Крымское троллейбусное управление. Летом этого же года в г. Симферополь прибыли первые 40 троллейбусов: МТБ-82Д отечественного производства и 8 машин чехословацкого производства «Škoda 8Tr». 6 ноября 1959 года торжественно было открыто движение троллейбусов на линии Симферополь — Алушта. Первые троллейбусы на этой линии работали с кондукторами-экскурсоводами.

Схема конечных пунктов на междугородной трассе (2021)

В июле 1961 года была построена вторая очередь междугородной троллейбусной линии Алушта — Ялта протяженностью 33 километра. Во время строительства междугородней линии были срезаны десятки сложных поворотов, расширена дорога. Троллейбус из Симферополя в Алушту следовал 1 час 50 минут, а в Ялту — 2 часа 50 минут. Низкая скорость движения троллейбуса по трассе обуславливалась особенностью конструкции токоприемника, и в первую очередь креплением головки к штанге. В 1962 инженерами техотдела троллейбусного управления Байдой Ю. С. и Пекелисом А. М. была разработана откидная головка токоприемника, которая позволила увеличить скорость и сократить время в пути.

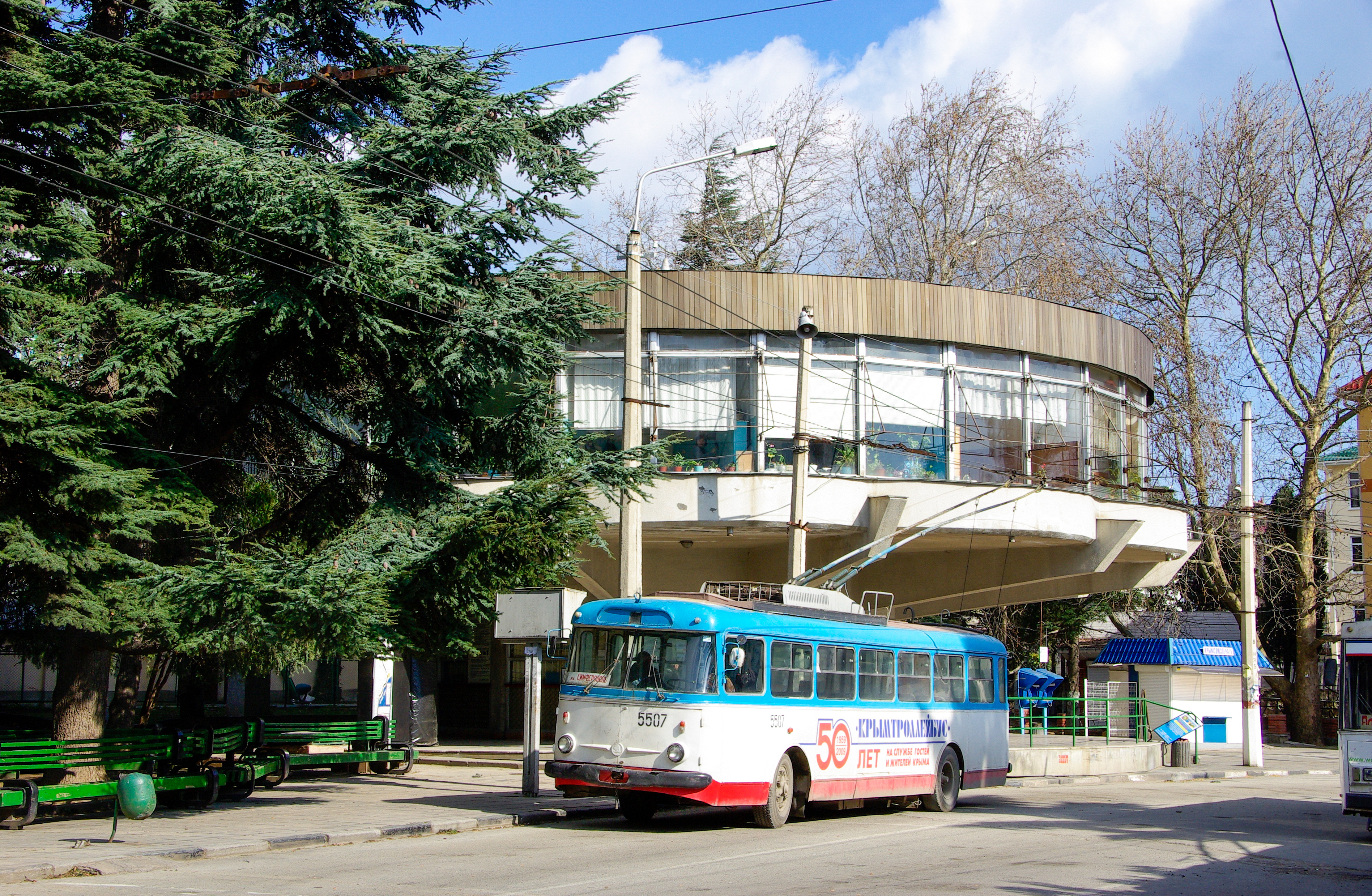
Skoda 9Tr, троллейбусный вокзал Алушта. Типичный вид Крымского троллейбуса с 1960-х до 2010-х (2010)

В 70-80 годах в курортный сезон интервалы движения троллейбусов на трассе Симферополь — Алушта составляли в среднем 2 минуты. В эти годы, для удобства пассажиров, билеты на троллейбусы в Алушту и Ялту продавались вместе с железнодорожными билетами до Симферополя в железнодорожных кассах крупных городов Советского Союза: Москве, Ленинграде, Киеве, Минске, Харькове, Риге и Вильнюсе, и троллейбусы отправлялись не только от железнодорожного вокзала, но и из аэропорта.

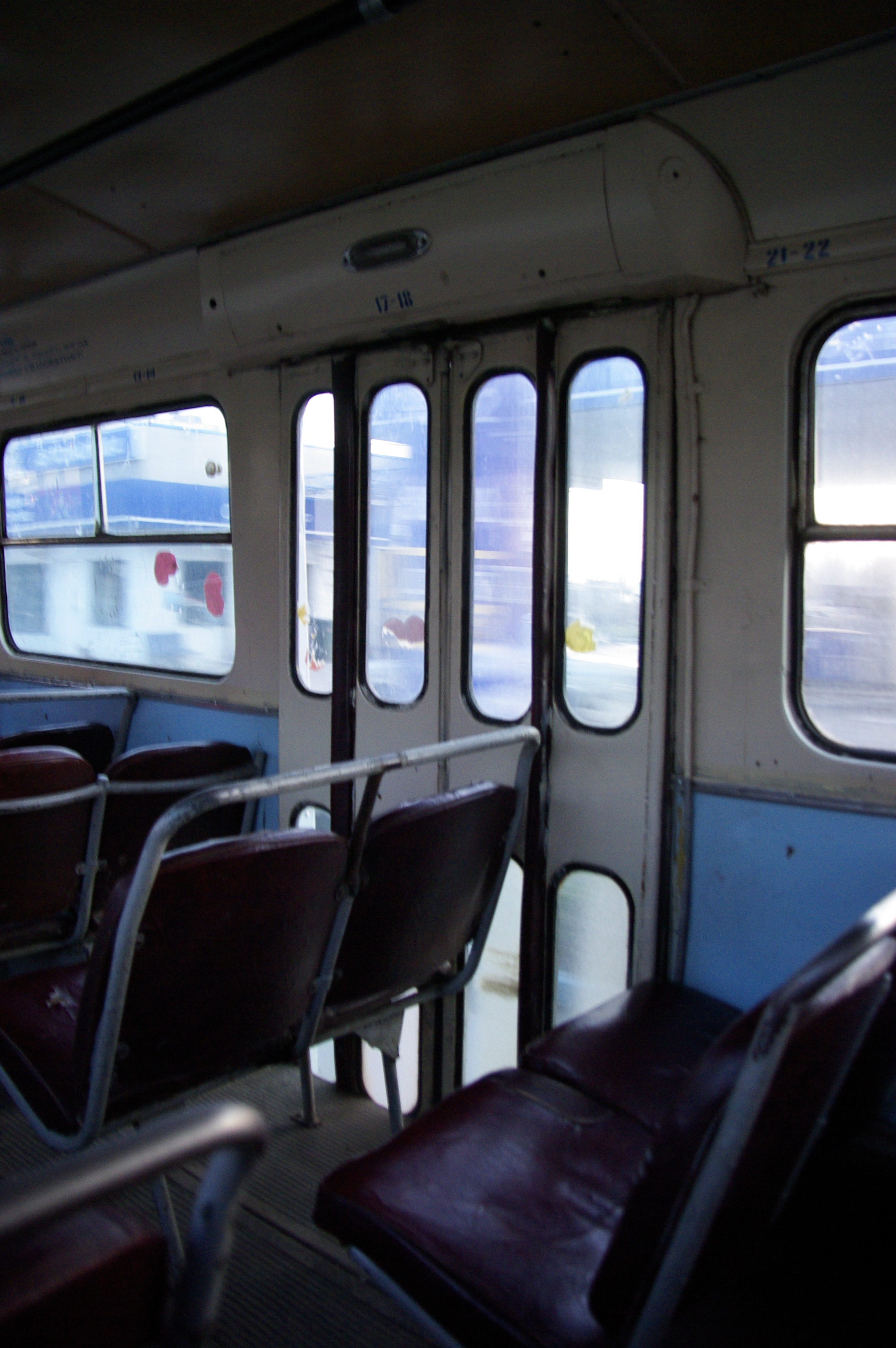
Начиная с Skoda 9tr и по сей день на месте средней двери ставятся сиденья

### Постсоветский период
В 1993 году официально открывается линия в 2 остановки от Ялтинской трассы в село Краснокаменка. Фактически эта линия была построена еще весной 1992 года и ее обслуживал один троллейбус, но официального маршрута не было.
В 1990-х годах были закрыты маршруты № 54 «Аэропорт — Алушта» (не работал с 1993 года), № 55 «Аэропорт — Ялта» (как регулярный не работал с 1993 года, полностью отменён в 1998), № 56 «ж/д Вокзал — Ангарский перевал» (нерегулярно работал до 1996 года включительно), № 57 «Алушта — Ангарский перевал».
В 2002 году закрыт маршрут № 58 Алушта — Перевальное.

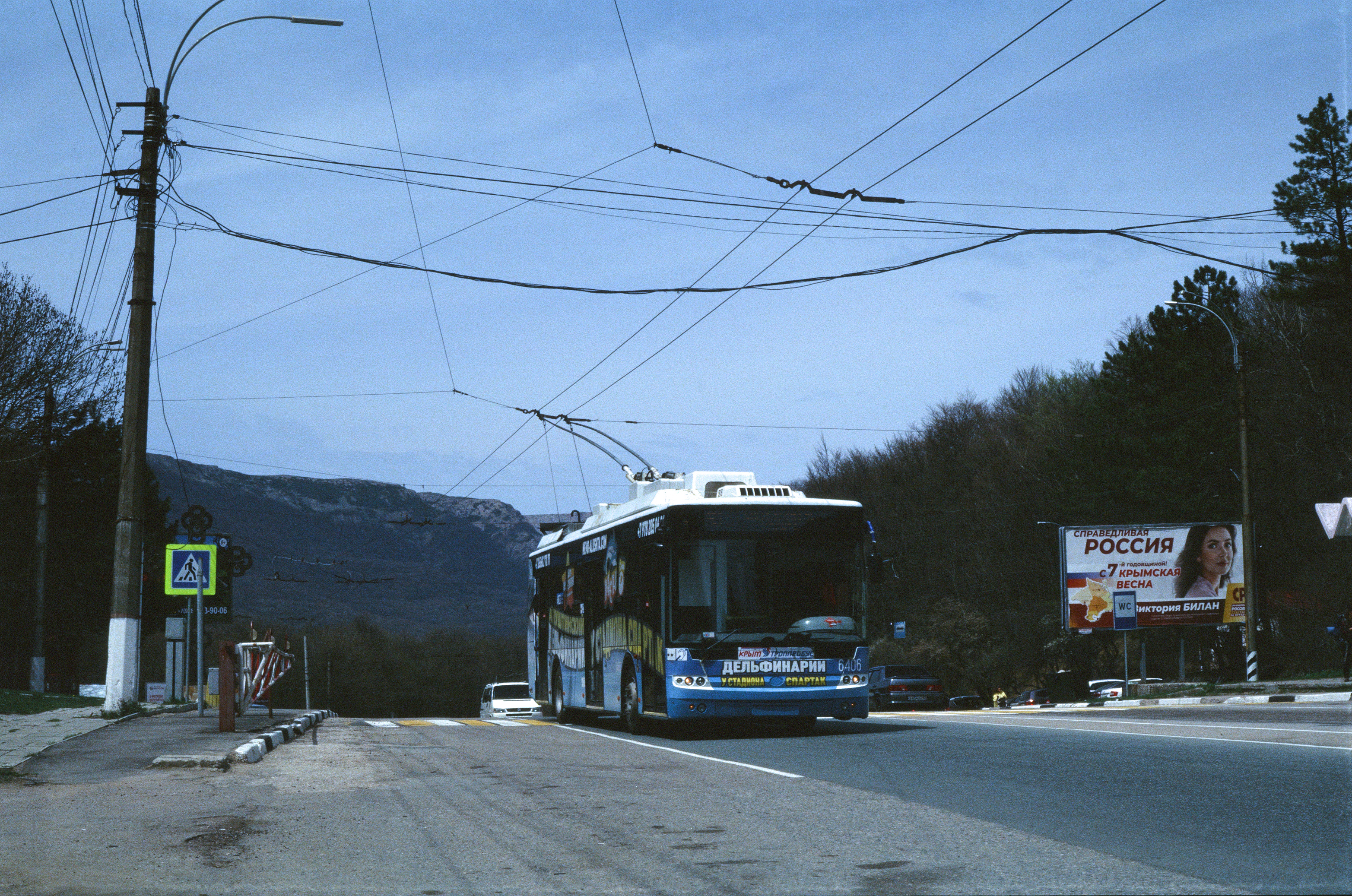
Троллейбус Богдан Т701.10 в середине горной трассы. С конца 2010-х годов она обслуживается Богданами и Мегаполисами

После аннексии Крыма резко возросла роль авиационного сообщения в качестве транспортной связи с полуостровом. В этой связи 25 апреля 2014 года восстановлено движение междугородних маршрутов № 54 и 55 из Аэропорта в Алушту и Ялту.
В период с августа 2016 по январь 2017 года поступило 40 новых троллейбусов Тролза-5265.05 «Мегаполис» для междугородной трассы.
1 июня 2018 года отменены маршруты № 54 и 55. Из аэропорта до железнодорожного вокзала перевозку пассажиров осуществляет маршрут № 20 «Экспресс».
17 января 2019 года было временно прекращено движение междугородных троллейбусов от жд вокзала. 4 января 2020 года возобновлено отправление междугородных троллейбусов от жд вокзала по новому маршруту через площадь Советскую.

## Маршруты

### Действующие междугородные маршруты
| № маршрута       | Трасса движения                                              | Трасса движения                                              | Пуск, перенумерование и их даты | Пуск, перенумерование и их даты | Примечание                           |
| Действующие      | Действующие                                                  | Действующие                                                  | Действующие                     | Действующие                     | Действующие                          |
| Пригородные      | Пригородные                                                  | Пригородные                                                  | Пригородные                     | Пригородные                     | Пригородные                          |
| Муниципальные    | Муниципальные                                                | Муниципальные                                                | Муниципальные                   | Муниципальные                   | Муниципальные                        |
| ---------------- | ------------------------------------------------------------ | ------------------------------------------------------------ | ------------------------------- | ------------------------------- | ------------------------------------ |
| 20               | Автостанция «Курортная» (Железнодорожный вокзал Симферополь) | Аэропорт Айвазовского                                        | 23.03.2016                      | 23.03.2016                      | Аэроэкспресс                         |
| 21               | Автостанция «Курортная» (Железнодорожный вокзал Симферополь) | Перевальное                                                  | 1 — 06.11.1959—23.03.2016       | 1 — 06.11.1959—23.03.2016       |                                      |
| 23А              | Загородный                                                   | Перевальное                                                  | Закрыт в 2020 году              | Закрыт в 2020 году              |                                      |
| 31               | Троллейбусная станция Алушта                                 | Верхняя Кутузовка                                            | 1 — 1960—23.03.2016             | 1 — 1960—23.03.2016             |                                      |
| 32               | Троллейбусная станция Алушта                                 | Запрудное                                                    | 59 — 23.12.1987—23.03.2016      | 59 — 23.12.1987—23.03.2016      |                                      |
| 41               | Троллейбусная станция Ялта                                   | Краснокаменка                                                | 60 — 01.04.1992—23.03.2016      | 60 — 01.04.1992—23.03.2016      |                                      |
| 42               | Советская площадь                                            | Ворота Никитского ботанического сада                         |                                 |                                 |                                      |
| Межмуниципальные |                                                              |                                                              |                                 |                                 |                                      |
| 51               | Троллейбусная станция Алушта                                 | Автостанция «Курортная» (Железнодорожный вокзал Симферополь) | 3 — 06.11.1959—28.04.1961       | 11 — 28.04.1961—01.02.1981      |                                      |
| 53               | Троллейбусная станция Алушта                                 | Троллейбусная станция Ялта                                   | 13 — 28.04.1961—01.02.1981      | 13 — 28.04.1961—01.02.1981      |                                      |
| Междугородные    |                                                              |                                                              |                                 |                                 |                                      |
| 52               | Автостанция «Курортная» (Железнодорожный вокзал Симферополь) | Троллейбусная станция Ялта                                   | 12 — 28.04.1961—01.02.1981      | 12 — 28.04.1961—01.02.1981      |                                      |
| Закрытые         |                                                              |                                                              |                                 |                                 |                                      |
| Пригородные      |                                                              |                                                              |                                 |                                 |                                      |
| 22               | Центральный рынок                                            | Перевальное                                                  | 1А — 2002—23.03.2016            | 1А — 2002—23.03.2016            |                                      |
| 23               | Свобода                                                      | Перевальное                                                  | 1Б — 2010—23.03.2016            | 1Б — 2010—23.03.2016            |                                      |
| 31А              | Верхняя Кутузовка                                            | Рабочий уголок                                               | 1А — 1960—23.03.2016            | 1А — 1960—23.03.2016            |                                      |
| Междугородные    |                                                              |                                                              |                                 |                                 |                                      |
| 14А              | Аэропорт Заводское                                           | Троллейбусная станция Алушта                                 |                                 |                                 |                                      |
| 15А              | Аэропорт Заводское                                           | Троллейбусная станция Ялта                                   |                                 |                                 |                                      |
| 52А              | Автостанция «Курортная» (Железнодорожный вокзал Симферополь) | Троллейбусная станция Ялта                                   |                                 |                                 | Заезд к троллейбусной станции Алушта |
| 54               | Аэропорт                                                     | Троллейбусная станция Алушта                                 | 14 — 25.07.1966—01.02.1981      | 14 — 25.07.1966—01.02.1981      |                                      |
| 55               | Аэропорт                                                     | Троллейбусная станция Ялта                                   | 15 — 25.07.1966—01.02.1981      | 15 — 25.07.1966—01.02.1981      |                                      |
| 55А              | Аэропорт                                                     | Троллейбусная станция Ялта                                   |                                 |                                 | Заезд к троллейбусной станции Алушта |
| 56               | Автостанция «Курортная» (Железнодорожный вокзал Симферополь) | Ангарский перевал                                            | 11А — до 01.02.1981             | 11А — до 01.02.1981             |                                      |
| 57               | Троллейбусная станция Алушта                                 | Ангарский перевал                                            |                                 |                                 |                                      |
| 58               | Троллейбусная станция Алушта                                 | Перевальное                                                  |                                 |                                 |                                      |

| 51 | Железнодорожный вокзал | Ангарский перевал — Лучистое       | Алушта | 3 — 06.10.1959  | 11 — 28.04.1961 | 51 — 01.02.1981 | С 1 февраля 2021 года получил статус пригородный.                                                        |
| 52 | Железнодорожный вокзал | Алушта — Партенит — Артек — Гурзуф | Ялта   | 12 — 28.04.1961 | 12 — 28.04.1961 | 52 — 01.02.1981 | |
| 53 | Алушта                 | Партенит — Артек — Гурзуф          | Ялта   | 13 — 28.04.1961 | 13 — 28.04.1961 | 53 — 01.02.1981 | Нерегулярный, используется в качестве парковых рейсов. С 1 февраля 2021 года получил статус пригородный. |

### Ранее существовали
| 3   | Железнодорожный вокзал | Ангарский перевал — Лучистое | Алушта            | В 1961 году перенумерован в № 11.                         |
| 11  | Железнодорожный вокзал | Ангарский перевал — Лучистое | Алушта            | В 1980 году перенумерован в № 51.                         |
| 12  | Железнодорожный вокзал | Алушта — Партенит — Артек — Гурзуф                                                                                               | Ялта              | В 1980 году перенумерован в № 52.                         |
| 13  | Алушта                 | Партенит — Артек — Гурзуф | Ялта              | В 1980 году перенумерован в № 53.                         |
| 14  | Аэрофлотский           | ж/д Вокзал — Ангарский перевал — Лучистое                                                                                        | Алушта            | В 1980 году перенумерован в № 54.                         |
| 15  | Аэрофлотский           | ж/д Вокзал — Алушта — Партенит — Артек — Гурзуф                                                                                  | Ялта              | В 1980 году перенумерован в № 55.                         |
| 52а | Железнодорожный вокзал | Ангарский перевал — Лучистое | Алушта            | В 2021 году закрыт.                                       |
| 54  | Аэрофлотский           | ж/д Вокзал — Ангарский перевал — Лучистое                                                                                        | Алушта            | Закрыт в 2018 году.                                       |
| 55  | Аэрофлотский           | ж/д Вокзал — Алушта — Партенит — Артек — Гурзуф                                                                                  | Ялта              | Закрыт в 2018 году.                                       |
| 55а | Аэрофлотский           | ж/д Вокзал — Алушта (Набережная) — Партенит — Артек — Гурзуф                                                                     | Ялта              | Закрыт в 2018 году.                                       |
| 56  | Железнодорожный вокзал | пл. Московская — пл. Куйбышева — Автовокзал — КФУ — Марьино — Лозовое — Андрусово — Пионерское — Доброе — Заречное — Перевальное | Ангарский перевал | Пригородный, работал в зимний период.Отменён в 1998 году. |
| 57  | Алушта                 | Автовокзал — Верхняя Кутузовка                                                                                                   | Ангарский перевал | Пригородный,работал в зимний период.Отменён в 1998 году.  |
| 58  | Алушта                 | Автовокзал — Верхняя Кутузовка — Ангарский перевал                                                                               | Перевальное       | Пригородный.Отменён в 2002 году.                          |
| 59  | Алушта                 | Автовокзал — Малый Маяк — Партенит                                                                                               | Запрудное         | Пригородный.В 2016 году перенумерован в № 32.             |
| 60  | Ялта                   | Массандра — НБС — Гурзуф | Краснокаменка     | Пригородный.В 2016 году перенумерован в № 41.             |

## Неосуществлённые планы
В 2014 году была идея построить линию из Севастопольского аэропорта «Бельбек» в Ялту.

## Подвижной состав
На междугородной трассе используются троллейбусы ТролЗа-5265.05 «Мегаполис» и Богдан Т70115. Троллейбусы оборудованы автоматической системой определения местоположения и объявления остановок, терминалами для безналичной оплаты проезда и кондиционерами.

### Действующий
|  | Богдан Т701.15 | 30 | Троллейбусы эксплуатируются филиалами СТП, АТП и ЯТП. Салон оборудован кондиционером.                     |
|  | Тролза-5265.05 | 40 | Троллейбусы эксплуатируются филиалами СТП, АТП и ЯТП. Салон оборудован мягкими сидениями и кондиционером. |

### Ранее использовался
|  | Škoda 8Tr  | 113 | 1959—1979 |
|  | Škoda 9Tr  |     |           |
|  | Škoda 14Tr |     |           |
|  | ЮМЗ Т2-09  | 18  | 1995—2021 |

### Троллейбусные парки
Междугородная троллейбусная трасса обслуживается тремя троллейбусными парками.
- СТРУ («Симферопольское троллейбусно-ремонтное управление»)
- АТП («Алуштинский филиал»)
- ЯТП («Ялтинский филиал»)

## Галерея

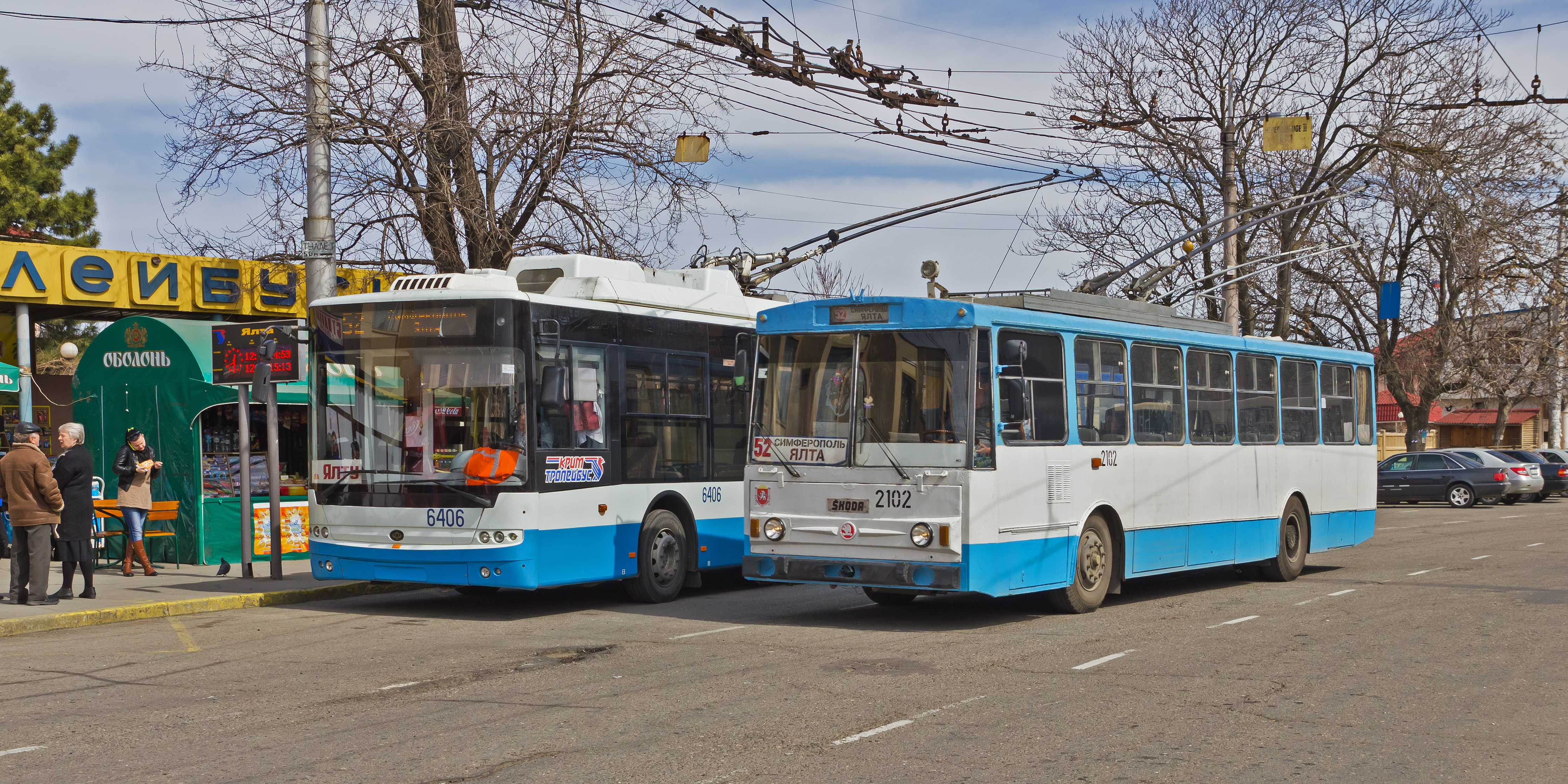
Троллейбусная станция. Симферополь. 2014 год
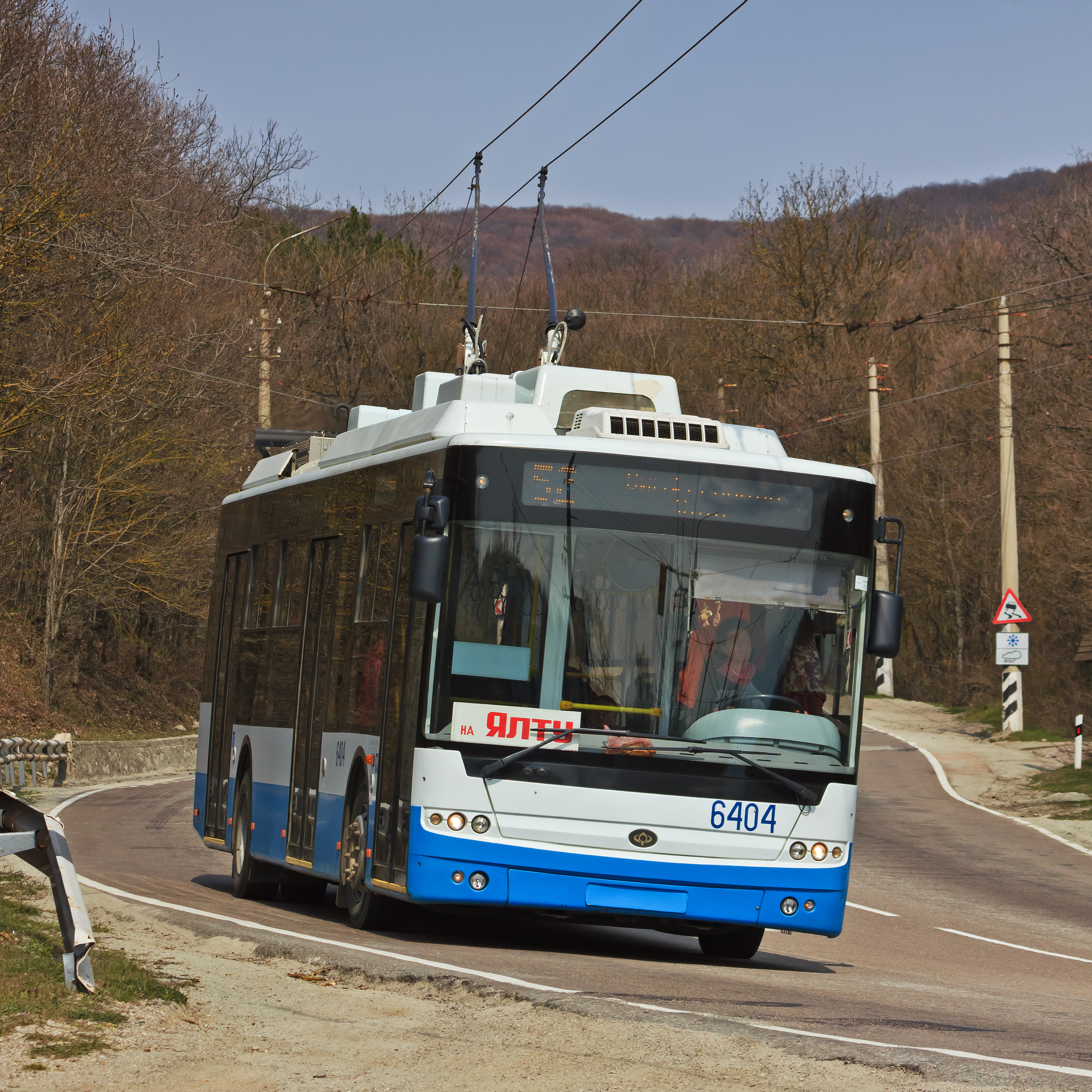
Троллейбус «Богдан»
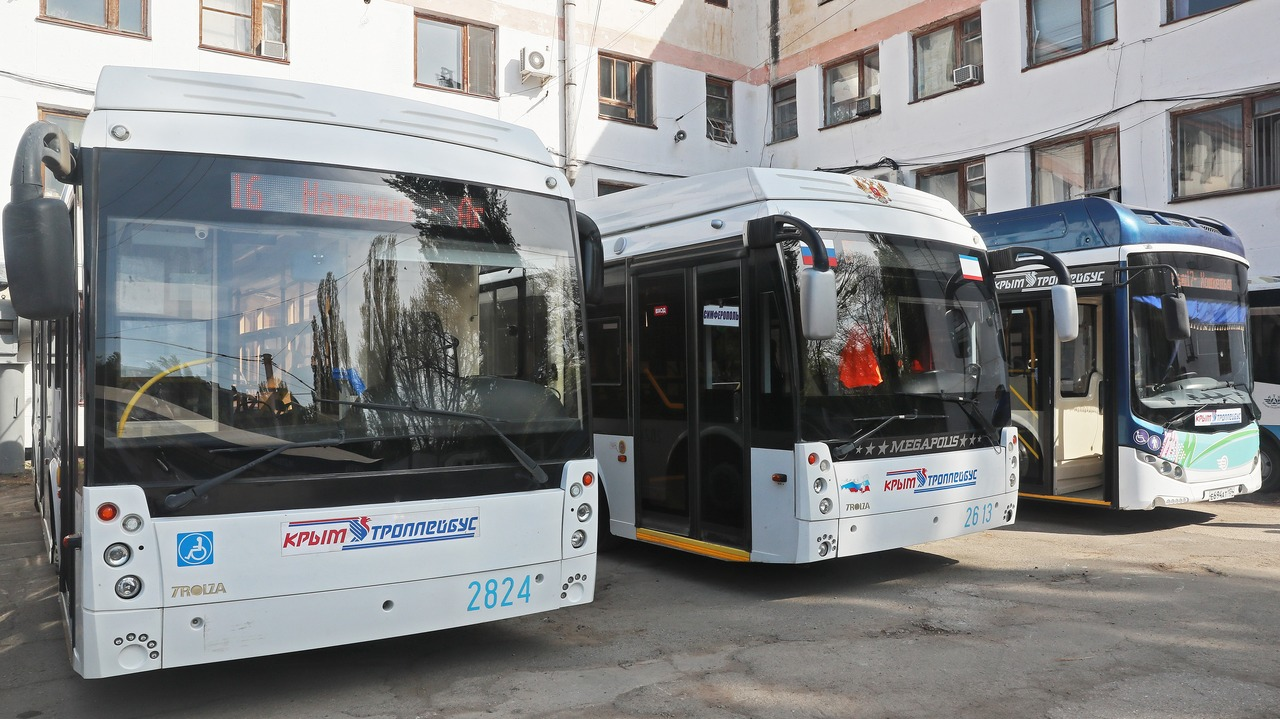
Троллейбусы «Мегаполис» в парке. 2018 год

### В социальных сетях
- Сообщество «ВКонтакте»
- Сообщество в «Facebook»